# Karl Weisenberger
Karl Weisenberger (29 de septiembre de 1890 - 28 de marzo de 1952) fue un general alemán durante la II Guerra Mundial. Fue condecorado con la Cruz de Caballero de la Cruz de Hierro de la Alemania Nazi.

## Condecoraciones
- Cruz de Caballero de la Cruz de Hierro el 29 de junio de 1940 como Generalleutnant y comandante de la 71. Infanterie-Division[1]
- Gran Cruz con espadas de la Orden del León de Finlandia el 12 de agosto de 1944[2]